# Felupes
Os felupes são um grupo étnico, sub-grupo dos Diolas e que compreende as populações existentes no Sul de Casamança e São Domingos na Guiné-Bissau, isto é, entre o Rio Casamansa e o Rio Cacheu.
Os felupes dedicam-se além da pesca, à cultura do arroz, da mandioca e da batata-doce.